# Kalendarium historii Czeladzi
Kalendarium historii Czeladzi – chronologiczny zestaw wydarzeń z dziejów Czeladzi, najstarszego miasta w Zagłębiu Dąbrowskim, którego początki sięgają średniowiecza.

## XIII wiek
- 1228[1], 1 sierpnia – pierwsza udokumentowana wzmianka o Czeladzi, w wydanym w Rybniku przez księcia Kazimierza z Opola akcie o zrekompensowaniu palatynowi Opola – Klemensowi jego wydatków poniesionych w związku z pracami przy obwarowaniu opolskiego zamku.
- 1243, 5 sierpnia – na wiecu nad Myrawą, książę Konrad mazowiecki potwierdził posiadłości klasztoru w Staniątkach. W akcie tym jest wymieniona m.in. Czeladź (oryg. Celad) nad rzeką Brynicą z bobrami i karczmą.
- 1260, 28 maja – książę Władysław opolski odkupuje Czeladź od klasztoru w Staniątkach.
- 1262, 27 września – dokumentem wydanym w Czeladzi, Władysław, książę Opola potwierdza sprzedaż udziału we wsi Milowice na rzecz klasztoru w Henrykowie przez braci Bogusza i Pawła Brukalich. Jako jeden ze świadków w tym akcie wymieniony jest Stephanus – rector ecclesie z Czeladzi.
- 1262 - otrzymanie praw miejskich[2]

## XIV wiek
- 1308 – 21 października – Jan Muskata, biskup krakowski na mocy aktu wydanego w Czeladzi, udzielił Janowi Saksończykowi inwestytury na probostwo parafii św. Małgorzaty pod Bytomiem
- 1364 – wrzesień – przez Czeladź przejeżdża cesarz Karol IV, podążający z Bytomia do Krakowa. Zjazd krakowski wiązał się z organizowaniem koalicji antytureckiej i zgromadził kilku królów i wielu książąt i możnowładców z krajów zagrożonych turecką ekspansją
- 1366 – 21 kwietnia – Przemysław I Noszak, książę cieszyński, świadczy o utrzymaniu nadań lennych od cesarza Karola IV. Wśród posiadłości i dóbr, obok połowy miast: Gliwic i Bytomia, a także Toszka, Pyskowic, Siewierza i Świbia, w dokumencie tym wymieniona jest Czeladź (Czeles).

## XV wiek
- 1411 – 10 kwietnia – zawarcie tzw. ugody względem stawu wójtowskiego pod Milowicami, w parafii Czeladź. Akt ten potwierdzony przez Bolesława I, księcia cieszyńskiego, zaświadcza, że posiadłości miasta Czeladź znajdowały się również na zachodnim brzegu Brynicy.
- 1443 - Czeladź przechodzi pod panowanie biskupów krakowskich (Księstwo Siewierskie)[1]
- 1452 – 2 września – na mocy zawartego w Sieradzu aktu rozejmowego pomiędzy Kazimierzem, królem Polski a książętami opolskimi: Bernardem, Bolesławem i Mikołajem I – „miejsce zwyczajowe” między miasteczkami Będzinem i Czeladzią jest znowu terenem spotkania przedstawicieli obydwu stron dla dokonania ustaleń szczegółowych.

## XVI wiek
- 1539 – 21 stycznia – Piotr Gamrat, biskup krakowski, wydaje w Krakowie akt kościelny, na mocy którego wierni składający ofiary na naprawę konstrukcji i budynku kościoła parafialnego w Czeladzi pw św. Stanisława Biskupa i Męczennika, otrzymają 40 dni odpustu. Dokument upoważnia do przeprowadzenia podobnej akcji innych także biskupów polskich i jest wydany także w ich imieniu. Ten dokument jest najstarszym zabytkiem piśmiennictwa jaki zachował się w Czeladzi.
- 1574 – 22 listopada – biskup krakowski i książę Siewierza Franciszek Krasiński udziela miastu Czeladź przywileju, na mocy którego w zamian za udział w budowie nowego mostu na Brynicy, miasto otrzyma część opłat mostowych
- 1588 – styczeń – Rotmistrz Gabriel (Hawryło) Hołubek stacza pod Czeladzią bitwę z wojskami Maksymiliana Habsburga. Całkowitemu zniszczeniu uległa wieś Jakubowice położona niegdyś na południowym zachodzie od Czeladzi.
- 1589 – 9 marca[1] – w czeladzkim ratuszu podpisano tzw. „Pakta będzińskie”, które były wynikiem negocjacji polsko-austriackich, prowadzonych w Będzinie i Bytomiu, a dotyczących rezygnacji arcyksięcia Maksymiliana Habsburga z pretensji do tytułu króla Polski.
- 1590 – 10 listopada 1590 – biskup krakowski i książę Siewierza Piotr Myszkowski, wydaje w Bożęcinie przywilej dla miasta Czeladzi, uwalniający je od obowiązku brania słodów z zamku siewierskiego.

## XVII wiek
- 1634- 5 listopada – komisja mieszana sporządza protokół zawierający ocenę argumentów użytych w sporze o zachodnia granicę miasta pomiędzy mieszczanami czeladzkimi a Wojciechem Mieroszewskim. Protokół sporządzono w Michałkowicach.
- 1636 – 30 maja – książę siewierski bp Jakub Zadzik ustanawia w Czeladzi trzykrotne jarmarki i określa ogólne zasady działalności handlowej.
- 1683 – 19 sierpnia – przez Czeladź przejeżdża z orszakiem i wojskiem król Jan III Sobieski zdążający na odsiecz Wiednia.
- 1697 – 27 lipca – przez Czeladź przejeżdża w drodze na Kraków, książę saski August Fryderyk II Mocny, powołany na tron Polski.

## XVIII wiek
- 10 października 1786 – mieszkańcy Czeladzi składają na ręce Lustratorów Rzeczypospolitej swoje postulaty, tzw. „dezyderya”, przedstawiające najważniejsze problemy hamujące rozwój miasta i zawierające wnioski zmierzające do poprawy sytuacji
- 24 stycznia 1789 – nadanie przez Michała Poniatowskiego, arcybiskupa i księcia Siewierza, indygenatu wójtowi czeladzkiemu Gabryelowi Bodurkiewiczowi za jego zasługi w sprawowaniu tego urzędu oraz za zasługi jego krewnego – Kazimierza Bodurkiewicza w służbie dwóch kolejnych biskupów krakowskich (A. Załuskiego i K. Sołtyska).
- 1790 - bezpośrednie już wcielenie miasta do Rzeczypospolitej[2]
- 27 kwietnia 1792 – król Stanisław August Poniatowski wydaje przywilej, na mocy którego Czeladź otrzymuje status wolnego miasta Rzeczypospolitej[2]
- 25 września 1793 – sejm ratyfikuje traktat rozbiorowy z Prusami – Czeladź staje się najbardziej na zachód wysuniętym miastem okrojonej Rzeczypospolitej
- 24 października 1795 – traktat rozbiorowy między Rosją, Prusami i Austrią – Czeladź zostaje przejściowo zaanektowana przez państwo pruskie[2] i wchodzi w skład Nowego Śląska

## XIX wiek
- 1807–1815 – Czeladź w składzie Księstwa Warszawskiego po wyzwoleniu spod władzy Królestwa Prus.
- W latach 1815–1915 Czeladź należy do Królestwa Polskiego znajdującego się w granicach Imperium Rosyjskiego[2]. W latach 1867–1914 leży w zaborze rosyjskim w granicach powiatu będzińskiego w guberni piotrkowskiej
- 13 maja 1835 – narodziny pierwszego czeladzkiego Żyda – Michała syna Szime Zyzyk Faska z matki Chai Sury Sztajn
- 26 stycznia 1869 – sprzedaż folwarku plebańskiego adwokatowi Ludwikowi Kozłowskiemu, co dało początek powstaniu przyszłej kopalni węgla „Saturn”
- 1 lipca 1869 – wydany został „Ukaz o przemianowaniu na osady niektórych miast w Guberniach Królestwa Polskiego”. Akt ten stanowił podstawę do późniejszego pozbawienia Czeladzi praw miejskich i włączenia jej jako osady do gminy Gzichów.
- 1870 - powstanie kopalni "Czeladź"[1]
- 19 maja 1870 – postanowienie władz carskiej Rosji o pozbawieniu Czeladzi praw miejskich[2]
- 3 maja 1879 – powstało Towarzystwo Akcyjne Kopalń „Czeladź” w Paryżu, które nabyło kopalnie węgla kamiennego w Czeladzi-Piaskach
- 1880 - powstanie kopalni "Saturn"[1]
- 29 listopada 1896 – urodził się prof. Józef Mazur, czeladzki uczony, fizyk, badacz chmur i mgieł
- 27 stycznia 1897 – powstała szkoła powszechna kopalni „Saturn” – zwana „Na Skałce”
- 31 lipca 1898 – w Czeladzi urodził się Zygmunt Szkocny, twórca najmniejszych książek świata, wpisany do Księgi Rekordów Guinnessa, Honorowy Obywatel Miasta

## XX wiek
- 1906 – Dr Feliks Falkowski zakłada pierwsze gniazdo Towarzystwa Gimnastycznego „Sokół” w Czeladzi
- 1 września 1908 – otwarcie nowej szkoły powszechnej przy ul. Będzińskiej
- 8 maja 1913 – poświęcenie nowego kościoła pw. św. Stanisława BM przez proboszcza tej parafii ks. Antoniego Bożka
- 1914 – kopalnia „Czeladź” wybudowała przy ulicy Kościuszki dom dla nauczycieli
- 3 sierpnia 1914 – wkroczenie wojsk niemieckich do Czeladzi podczas I wojny światowej[2]
- 1915 - powstanie pierwszej elektrowni w mieście[1]
- 2 maja 1917 – strajk pracowników kopalni „Saturn”, kierowany przez Polski Związek Zawodowy Robotników Przemysłu Węglowego, w wyniku którego uzyskano podwyżki płac i przydziałów żywności
- 11 listopada 1918 – Polska Organizacja Wojskowa rozbroiła załogę niemiecką w Czeladzi[2]. Czeladź, wraz z całym Zagłębiem Dąbrowskim, staje się częścią województwa kieleckiego.
- 10 marca 1919 – krwawe starcie 7 kompanii 11 pułku piechoty WP z oddziałami niemieckimi na obszarze pomiędzy kopalnią „Saturn” a siemianowickim parkiem Pszczelnik, w czasie II powstania śląskiego[2]
- 11 lipca 1927 – wybory samorządowe w Czeladzi zakończone sukcesem Bloku Jedności Robotniczej reprezentującego komunistów. Lista zyskuje 50 procent głosów i 13 mandatów. Przewodniczącym Rady Miejskiej zostaje Jan Musioł a burmistrzem miasta komunista Henryk Bitner-Bicz, a wobec niezatwierdzenia wyboru przez MSW inny działacz komunistyczny Wacław Rożka[3]
- 30 marca 1928 – rozwiązanie Rady Miejskiej w Czeladzi, zdominowanej przez lewicowych działaczy z bloku Jedności Robotniczej i ustanowienie komisarycznego zarządu miasta.
- 26 września 1932 – spotkanie w Parku Jordanowskim gen. Józefa Hallera z mieszkańcami
- 1 września 1934 – przekazanie miastu przez kopalnię „Czeladź” budynku szkoły powszechnej nr 5 przy ul. Mickiewicza
- 12 stycznia 1938 – ks. Bolesław Pieńkowski otrzymuje tytuł Honorowego Obywatela miasta Czeladzi
- 5 września 1939 – zajęcie Czeladzi przez wojska niemieckie[2]
- 17 lipca 1940 – „krwawa środa” – akcja represyjna zorganizowana przez okupantów niemieckich
- 18 maja 1941 – wywózka przez Niemców 460 górników z kopalni „Czeladź” do pracy w kopalniach Westfalii
- 19 maja 1943 – likwidacja przez okupantów niemieckich czeladzkiego getta żydowskiego[2], utworzonego 21 czerwca 1941 w obrębie ulic Żwirki i Wigury, Kamiennej i Żytniej; ponad 1.000 Żydów, stanowiących przed wojną 5% ludności miasta, zostaje wymordowanych w obozach zagłady
- 2 sierpnia 1944 – zmarł ks. Bolesław Pieńkowski
- 27 stycznia 1945 – oddziały Armii Czerwonej wkraczają do miasta, okupant niemiecki ustępuje[2]
- 1 maja 1951 – rozpoczęcie budowy osiedla przy ul. Grodzieckiej
- 26 lipca 1959 – uroczyste przekazanie szkoły – pierwszej w Polsce „Tysiąclatki” w Czeladzi-Piaskach
- listopad 1963 – uroczyste otwarcie szkoły nr 8 w Czeladzi z udziałem wojewody gen. Jerzego Ziętka
- 21 maja 1970 – zmarł dr Stanisław Trznadel, znany piaskowski lekarz, który narażając życie uratował wiele osób przed wywiezieniem do Niemiec podczas II wojny światowej
- 1 stycznia 1973 – połączenie kopalni „Czeladź” z kopalnią „Milowice”, powstaje kopalnia „Milowice-Czeladź”[1]
- 1 stycznia 1976 – połączenie kopalni „Milowice-Czeladź” z kopalnią „Czerwona Gwardia”[1]
- 26 lipca 1978 – Czeladź odwiedza pierwszy polski kosmonauta Mirosław Hermaszewski
- 25 stycznia 1983 – powstaje Stowarzyszenie Miłośników Czeladzi, a pierwszym przewodniczącym Zarządu został wybrany mgr inż. Władysław Kwaśniak
- 28 maja 1985 – erygowanie parafii pw. św. Mateusza Apostoła. Pierwszym proboszczem był ks. Jan Kantor.
- 14 lipca 1985 – proboszczem czeladzkiej parafii św. Stanisława BM zostaje ksiądz Mieczysław Oset, dotychczasowy proboszcz w Łagiszy
- 8 maja 1988 – wznowienie kultu i intronizacja obrazu Czeladzkiej Matki Boskiej Pocieszenia w kościele św. Stanisława BM
- 24 lipca 1989 – erygowanie dekretem biskupa częstochowskiego Stanisława Nowaka, parafii Archaniołów Michała, Gabriela i Rafała na Piaskach. Pierwszym proboszczem był ks. Mirosław Siółko, a budowę kościoła rozpoczął ks. Janusz Grela.
- 1 stycznia 1990 – przywrócenie czeladzkiej kopalni nazwy „Saturn”
- 27 maja 1990 – wybory do Rady Miejskiej i zdecydowane zwycięstwo Komitetu Obywatelskiego „Solidarność”. przewodniczącą Rady zostaje wybrana Teresa Kosmala, a burmistrzem Eugeniusz Bliźnicki.
- 3 maja 1991 – odsłonięcie i poświęcenie na pomniku zbudowanym w 1960 r. tablicy ku czci „Czeladzian poległych za wolność i niepodległość Ojczyzny”
- lipiec 1991 – ukazuje się pierwszy numer „Echa Czeladzi”
- 8 maja 1994 – odsłonięcie i poświęcenie tablicy w kościele św. Stanisława BM ku czci ks. Bolesława Pieńkowskiego, budowniczego tego kościoła
- 1996 r. – zaprzestanie działalności wydobywczej kopalni Saturn.
- 1 stycznia 1999 – w wyniku zmian administracyjnych Czeladź zostaje włączona do powiatu będzińskiego w województwie śląskim
- 2 maja 2000 – tytuł Honorowego Obywatela Czeladzi otrzymuje Zygmunt Szkocny
- 3 maja 2000 – pierwszy Festiwal „Ave Maria”
- 27 września 2000 – odsłonięcie obelisku przy pętli tramwajowej ku czci poległych w czasie II wojny światowej członków czeladzkiego Związku Orła Białego

## XXI wiek
- 1 stycznia 2001 – rozpoczyna działalność Centralny Zakład Odwadniania Kopalń w Czeladzi-Piaskach
- 9 maja 2001 – odsłonięcie i poświęcenie w kościele Matki Bożej Bolesnej tablicy ku czci pomordowanych mieszkańców Czeladzi-Piasków w czasie II wojny światowej za udział w Związku Orła Białego
- 2004 r. – rozpoczęcie procesu likwidacji kopalni Saturn.